# Sericopimpla sericata
Sericopimpla sericata är en stekelart som först beskrevs av Joseph Kriechbaumer 1895.  Sericopimpla sericata ingår i släktet Sericopimpla och familjen brokparasitsteklar. Inga underarter finns listade i Catalogue of Life.